# Алергічний салют

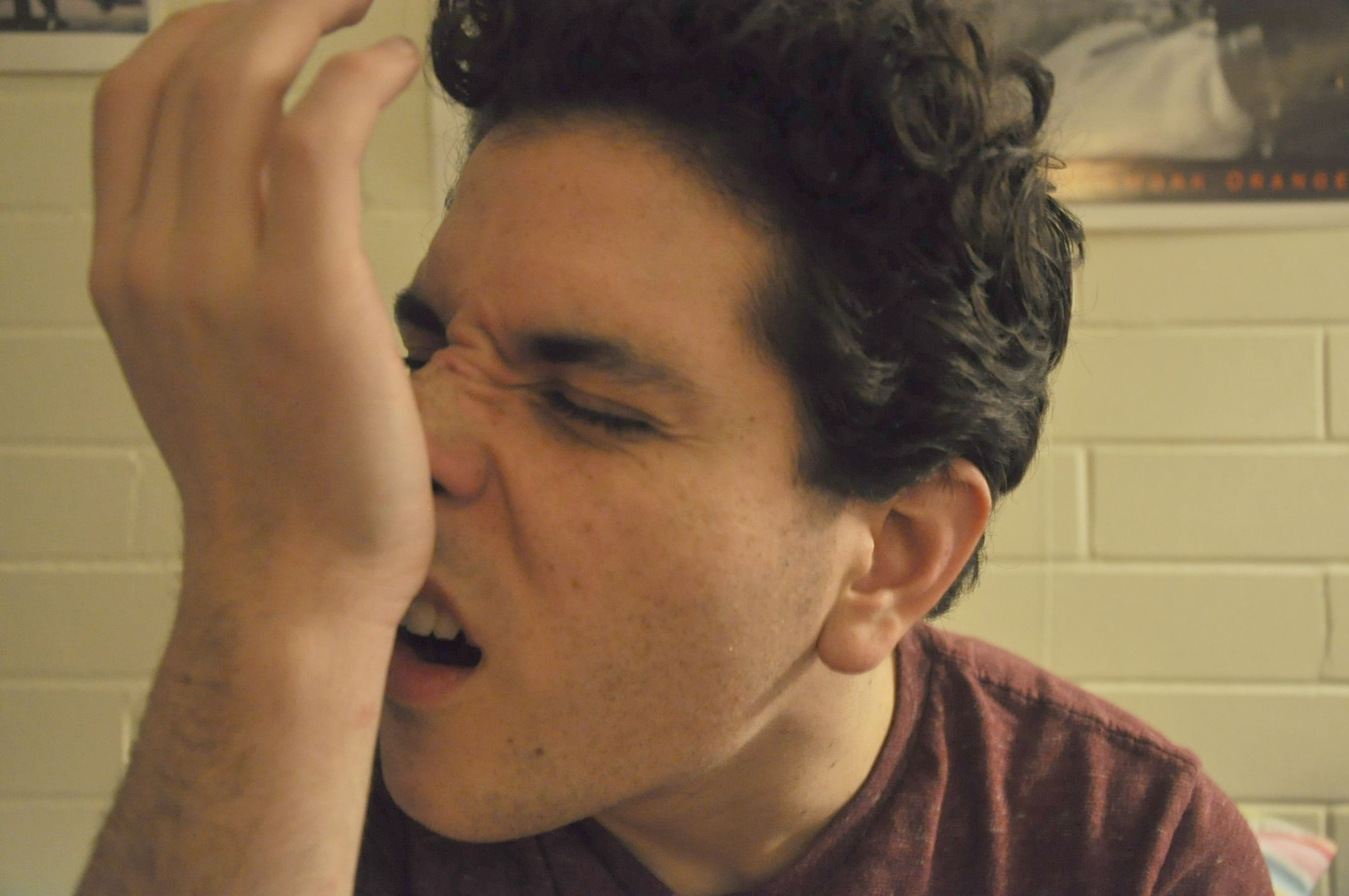
Особа, яка демонструє алергічний салют

Алергічний салют — характерний жест потирання кінчика носа знизу вверх або поперек пальцями, долонею або тильною стороною руки. Його називають салютом, тому що рух руки подібний на випадковий жест. Звичка потирати рукою ніс спостерігається частіше у дітей, але поширена й у дорослих. Салютування найчастіше тимчасово знімає свербіж у носі, а також видаляє невелику кількість слизу з носа.

## Процес
Потирання вгору носа і ніздрів дозволяє швидко вивільняти слиз, крім того, дає можливість на деякий час відкрити ніс для проходу повітря. Це особливо корисно, якщо повітряні канали набрякають і ніздрі сверблять через подразнення, такі як алергічний риніт.
Слиз, що потрапляє на руку, швидше за все, переносить бактерії, віруси та інші мікроорганізми, що згодом можуть передаватися іншим людям. Постійне потирання носа (салютування) може призвести до фізичної деформації — утворення складки між кінчиком носа і переніссям (так звана поперечна носова складка). Поперечна складка між кінчиком носа і переніссям з'являється не раніше ніж через два роки після початку захворювання на алергічний риніт і спостерігається як у дитячому, так і в дорослому віці.